# 3855 Pasasymphonia
3855 Pasasymphonia је астероид главног астероидног појаса. Приближан пречник астероида је 6,29 ,
а средња удаљеност астероида од Сунца износи 2,237 астрономских јединица (АЈ).
Инклинација (нагиб) орбите у односу на раван еклиптике је 6,844 степени, а орбитални период износи 1222,178 дана (3,346 године). Ексцентрицитет орбите астероида износи 0,209.
Апсолутна магнитуда астероида износи 13,10 а геометријски албедо 0,256.
Астероид је откривен 4. јула 1986. године.